# Слович, Виолета
Виолета Слович (серб. Виолета Словић, род. 30 августа 1991 года) — сербская футболистка, центральная защитница и капитан женского клуба «Спартак» (Суботица), игрок женской сборной Сербии.

## Карьера
В составе «Спартака» из Суботицы играет с 2010 года. Неоднократная чемпионка Сербии и обладательница Кубка Сербии. Выступала с клубом в женской лиге чемпионов УЕФА в восьми сезонах
(2011/12, 2012/13, 2013/14, 2014/15, 2015/16, 2016/17, 2017/18, 2018/19), сыграв 27 матчей и забив 11 голов.
В 2012 году Слович забила гол в матче против эстонского клуба «Пярну», впервые в истории выведя тем самым «Спартак» в 1/16 финала Лиги чемпионов.
В 2018 году была признана лучшей спортсменкой Сербии вместе с борцом Давором Штефанеком. С января 2019 года занимает должность спортивного директора «Спартака».
В 2019 году получила впервые приз Футбольного союза Сербии «Золотой мяч», выиграв этот приз во второй раз в 2023 году.
В составе сборной Сербии из девушек не старше 19 лет Виолета Слович дебютировала в 2007 году в игре против Белоруссии, сыграв 18 матчей за молодёжные команды и забив 2 гола.
Дебютный матч за женскую сборную Сербии провела 26 сентября 2009 года против сборной Хорватии. По состоянию на 27 февраля 2024 года сыграла 61 матч, забив 3 гола.

## Достижения
- Чемпионка Сербии (12 раз): 2011/2012, 2012/2013, 2013/2014, 2014/2015, 2015/2016, 2016/2017, 2017/2018, 2018/2019, 2019/2020, 2020/2021, 2021/2022, 2022/2023